# Wolseley 15/60
Wolseley 15/60 – pierwszy sedan BMC skonstruowany wedle projektu Battisty Pininfariny. Na rynku pojawił się w grudniu 1958 roku. Ostatecznie konstrukcja została wykorzystana przez pozostałe marki BMC; w 1961 roku wszystkie modele wyposażono w większe silniki oraz nadano nowe desygnaty. Wolseley 16/60 był produkowany do 24 kwietnia 1971 roku.
Należy zwrócić uwagę, iż BMC wypuściło na rynek inne linie pojazdów projektowanych przez Pininfarinę – kompaktowego Austina A40 Farinę oraz przestronnego Wolseleya 6/99/Austina Westminstera.

## Wolseley 15/60
Pierwsza generacja samochodów średniego rozmiaru zaprojektowanych przez Pininfarinę została wprowadzona na rynek pod nazwą Wolseley 15/60. W ciągu miesięcy pojawiły się odpowiedniki pozostałych marek: Riley 4/68, Austin A55 Cambridge Mark II, MG Magnette Mark III oraz Morris Oxford V. Dzięki skórzanym siedzeniom oraz desce rozdzielczej z polerowanego drewna Wolseley został zaklasyfikowany jako model niesportowy przeznaczony dla bogatszych klientów.
Wszystkie pięć pojazdów używało odmiennie dostrajanych silników R4 serii B o pojemności 1,5 l, co przekładało się na zróżnicowaną moc. Wolseley, wraz z Austinem Cambridge’em i Morrisem Oxfordem znajdował się na dole listy – wyposażone w pojedynczy gaźnik SU generowały moc 52 KM. Przednie zawieszenie opierało się na sprężynach, zaś tylne na resorach piórowych. Zamontowano również hydrauliczne hamulce Girlinga z tarczami o średnicy 229 mm. Zmiana położenia kierownicy przekładała się na koła z pomocą mechanizmu kierowniczego.
Tapicerka wykonana została ze skóry, przednie siedzenia rozmieszczono blisko siebie, tak aby pomiędzy usiąść mógł jeszcze jeden pasażer, przez co auto reklamowano jako 6-osobowe, mimo wmontowanej pośrodku dźwigni skrzyni biegów. Dźwignia hamulca ręcznego znajdowała się między drzwiami a siedzeniem kierowcy. Tylne siedzenie wyposażono w centralny podłokietnik. Wnętrza drzwi wyłożono drewnianą okleiną. W standardzie pojawiło się również ogrzewania Smithsa. Klient mógł wybrać między malowaniem jednolitym a dwukolorowym (jako opcja).
15/60 był łatwy do wypatrzenia po zmroku ze względu na podświetlany znaczek znajdujący się na osłonie chłodnicy; tę cechę dzielił z innymi Wolseleyami.
Projekt Pininfariny został przekazany na licencji do Argentyny i na jego podstawie produkowano Di Tellę 1500 i modele pochodne.
Czasopismo "The Motor" przetestowało w 1959 roku model 15/60 uzyskując maksymalną prędkość 123,3 km/h, przyspieszenie 0-100 km/h w 25,6 s oraz średnie zużycie paliwa na poziomie 9,11 l/100 km. Samochód kosztował 991 funtów, wliczając podatek w wysokości 331 funtów.

## Wolseley 16/60
Większość modeli z silnikami 1,5 l sprzedawana była do 1961 roku (z wyjątkiem Di Tellich, które funkcjonowały na rynku przez kolejne cztery lata). Zostały zastąpione przez delikatnie zmodyfikowane wersje à la Pininfarina o większym rozstawie osi i mniejszych "płetwach" tylnych (MG i Riley zachował ich pierwotny wygląd). Nowe modele otrzymały oznaczenia Austin A60 Cambridge, MG Magnette Mark IV, Morris Oxford VI, Riley 4/72 oraz Wolseley 16/60. Dla niektórych klientów najważniejszą okazała się zmiana skrzyni biegów na automatyczną 35-tkę produkcji BorgWarnera. Kupujący wersję z ręczną skrzynią mogli się poczuć zawiedzeni brakiem synchronizatora na pierwszym biegu. Do tego czasu pełna synchronizacja była standardem wśród innych brytyjskich marek.
Zmiany w wyglądzie osłony chłodnicy ułatwiają odróżnienie austinów i morrisów od wcześniejszych modeli; inne marki nie różniły się aż tak wyraźnie. 16/60 różnił się od 15/60 mniej wystającymi zabezpieczeniami zderzaków; prócz tego złagodzono ostrość kształtów tylnych świateł.
Modele z silnikami o pojemności 1,6 l pozostawały w produkcji do 1968 roku. Jednakże, z powodu braku wolseleyowskiego następcy o napędzie tylnym 16/60 był sprzedawany do początku roku 1971.
16/60 wyposażony został w silnik R4 BMC serii B o pojemności 1,6 l, który osiągał 61 KM, co stawiało go w tyle w stosunku do innych marek.

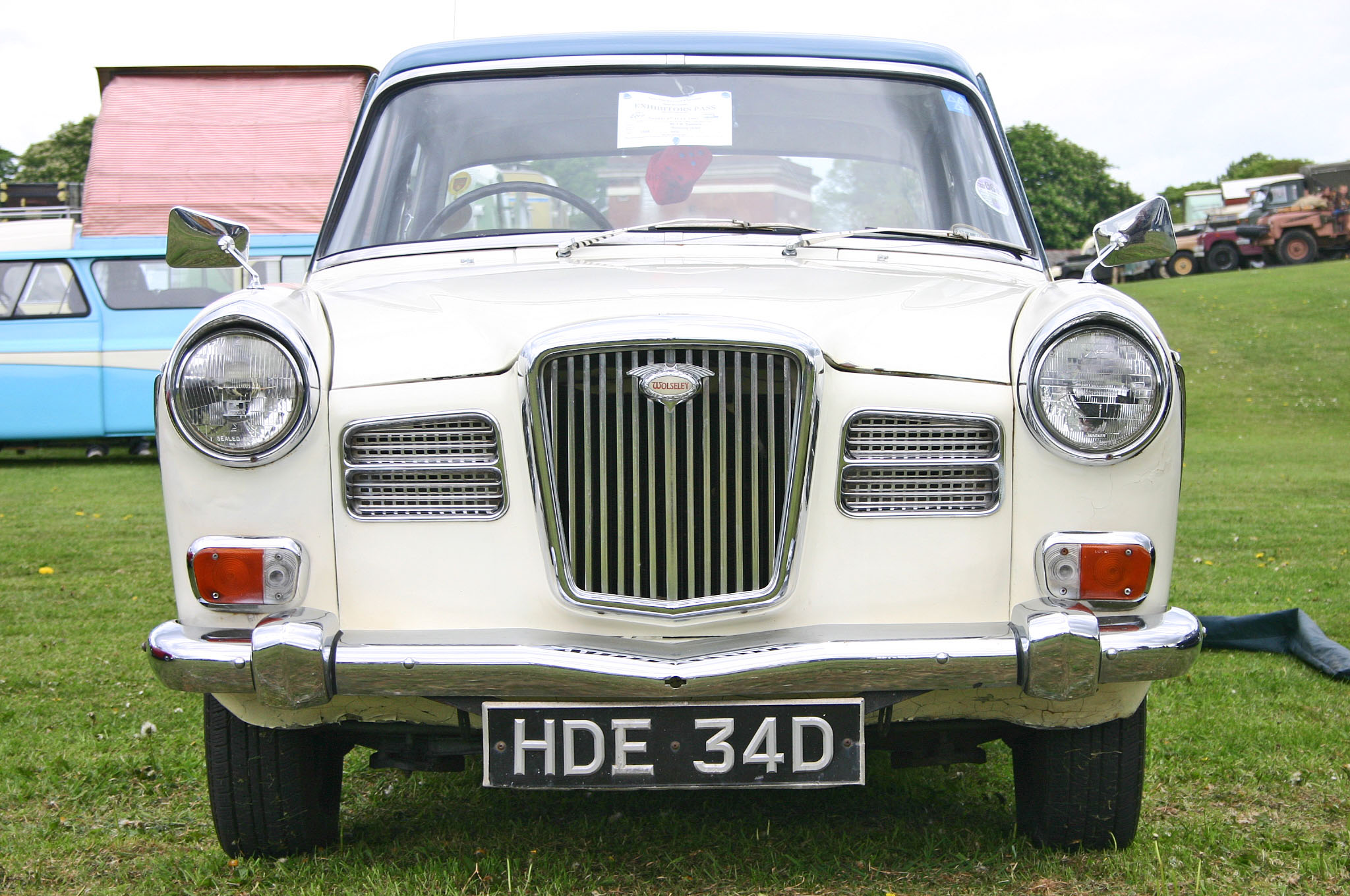
Wolseley 16/60
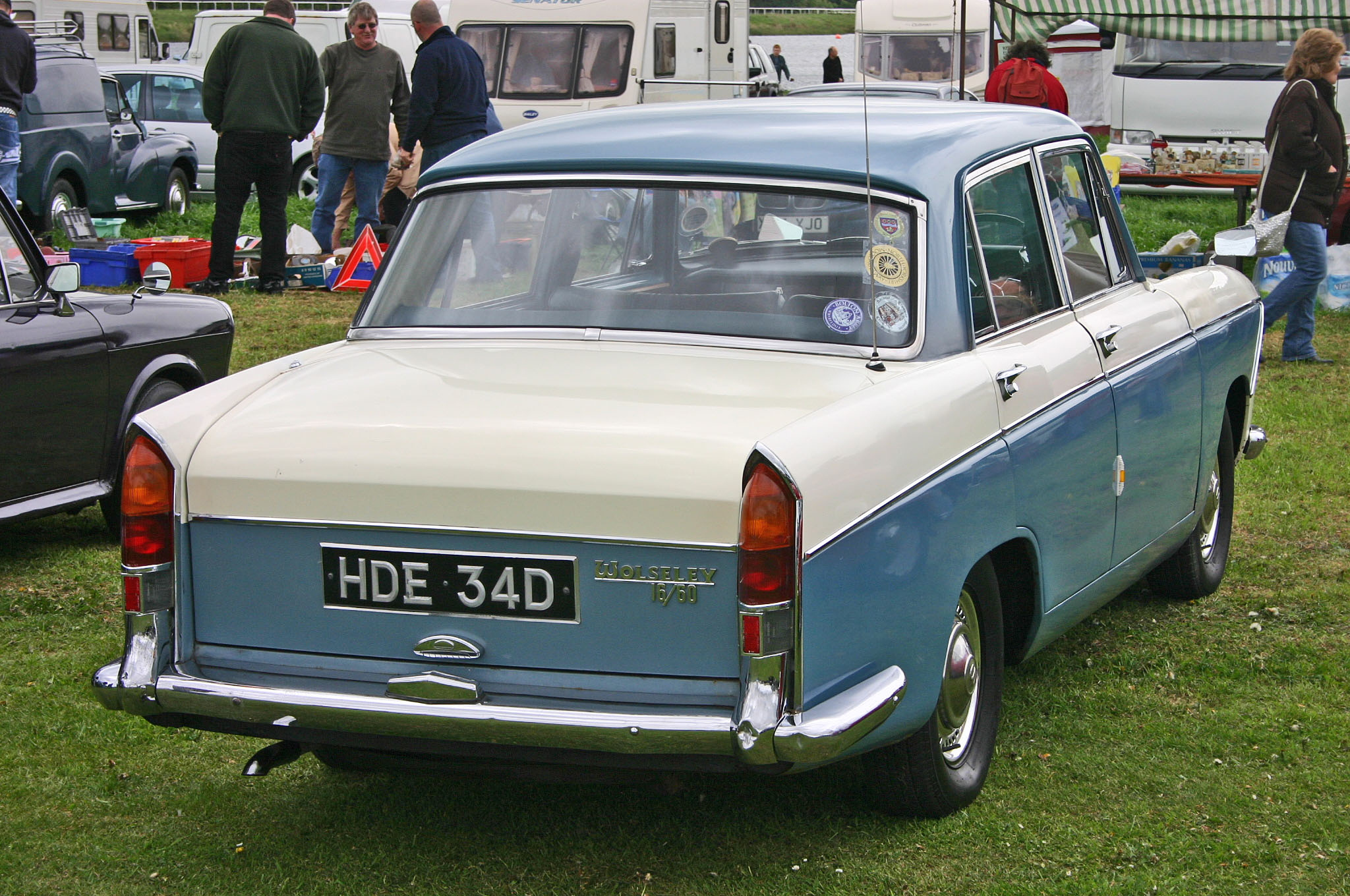
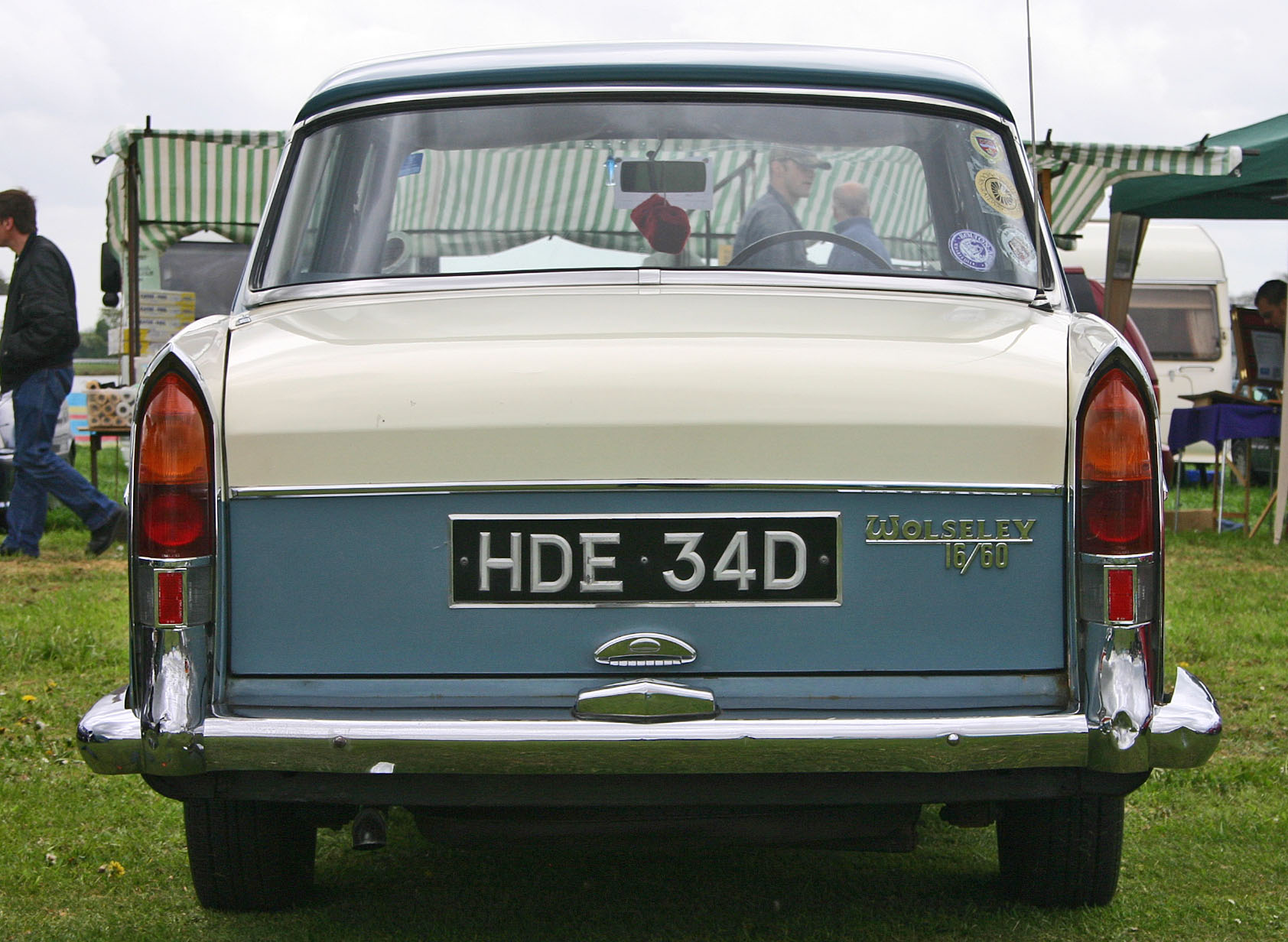